# Julien (album)
Julien è un album in studio della cantante franco-italiana Dalida, pubblicato nel 1973 da Sonopresse. 
È il sesto album di Dalida pubblicato da questa casa discografica e il quarto composto da brani originali. Pubblicato nel 1973, avrà almeno cinque 45 giri pubblicati: un record per il tempo.
Dalida presenta il più grande successo di Serge Lama, Je suis malade, e adatta in francese il successo italiano di Drupi Vado via. 
Serge Lama, ancora una volta, le offre, con Alice Dona, un'altra canzone: Ô Seigneur Dieu.
Questo album contiene due dei più grandi successi della carriera di Dalida: Paroles, paroles (in duetto con Alain Delon) in classifica in Francia ma anche in Giappone (classificato al n. 28) e Il venait d'avoir 18 ans che vinse il premio Académie du Disque nel 1975 e classificato anche in Germania (n. 13) e in Italia (n. 33).

## Tracce
Lato A
1. Julien
2. Ô Seigneur Dieu
3. Je suis malade
4. Vado via
5. Paroles, paroles (in duo con Alain Delon)

Lato B
1. Non ce n'est pas pour moi
2. Il venait d'avoir 18 ans
3. Soleil d'un nouveau monde
4. Mais il y a l'accordéon
5. Le temps de mon père
6. Rien qu'un homme de plus